# محمية تهدارت
محمية تهدارت، هي محمية طبيعية رطبة ساحلية تقع على وادي تهدارت بعمالة طنجة أصيلة، تأسست المحمية سنة 1980، وصنفت كموقع ذو أهمية بيولوجية وبيئية سنة 1996، ثم كمنطقة رطبة محمية بمقتضى اتفاقية رامسار الدولية الخاصة بالمناطق الرطبة سنة 2005. توفر المحمية موئلا حيويا لطائر الحبارى الملتحية المهدد بالإنقراض.

## الموقع
تبعد محمية تاهدار عن مدينة طنجة المغربية بمسافة 20 كلم جنوبا، وتقع شمال مدينة أصيلة، تبلغ مساحة المحمية 14000 هكتار من ضاية سيدي قاسم قرب مطار إبن بطوطة إلى حدود واد غريفة قرب مدينة أصيلة. تغطي المحمية بعض التجمعات السكنية مثل حد الغربية وحجر النحل.

## الأهمية البيئية
تأسست محمية تاهدرارت سنة 1980 وصنفت كموقع ذو أهمية بيولوجية وبيئية سنة 1996، ثم كمنطقة رطبة محمية بمقتضى اتفاقية رامسار الدولية الخاصة بالمناطق الرطبة سنة 2005 بفضل نظامها البيئي النهري الغني. تضم هذه المحمية مركزا للتربية البيئية ، وتعتبر محطة لاستقبال الطيور المهاجرة. يعيش في هذه المحمية واحد من الطيور المهددة بالانقراض وهو طائر الحبارى الملتحية، كما تعيش في المحمية أنواع مختلفة من الأسماك مثل سمك النون.

## المخاطر

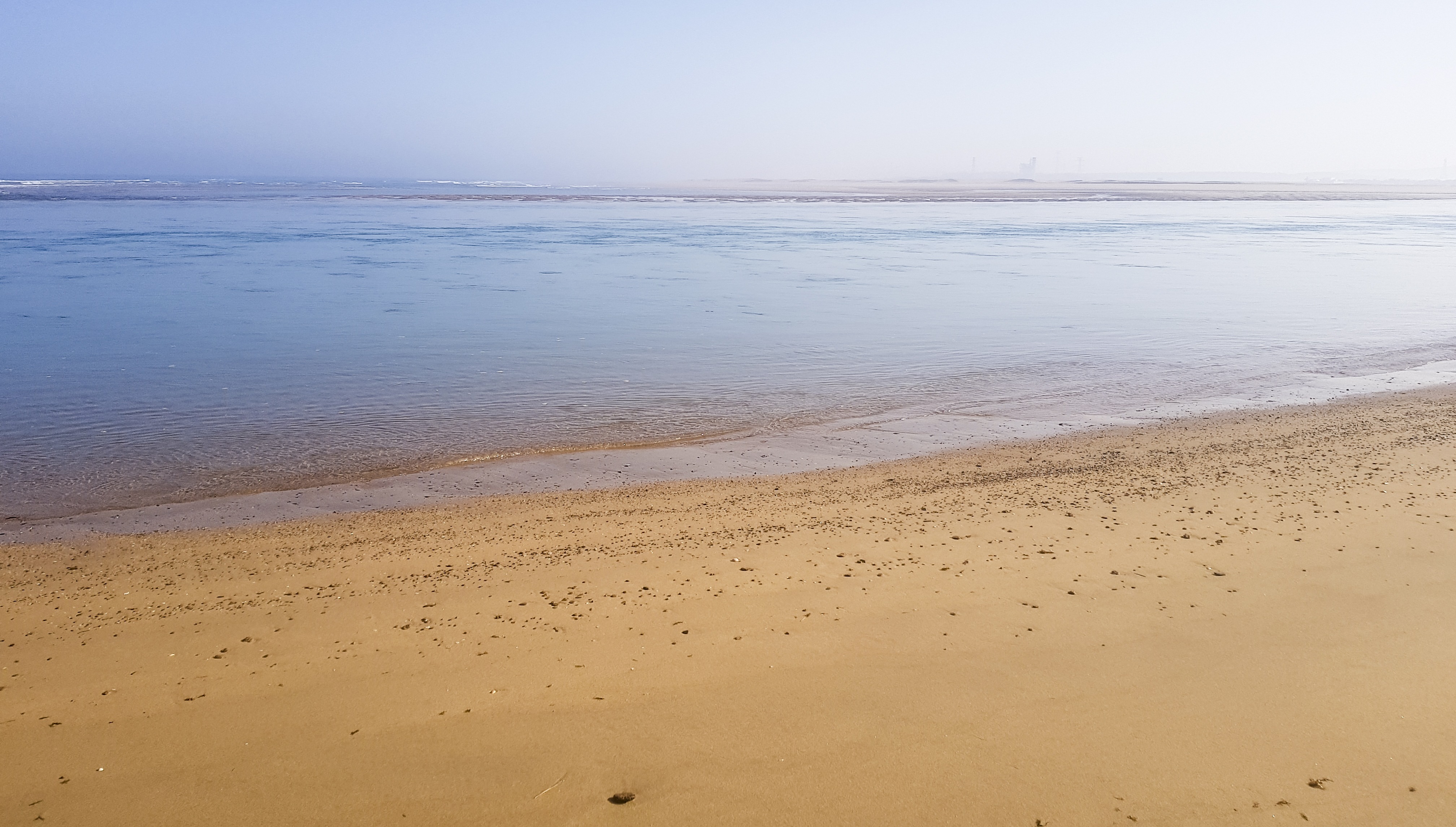
مصب واد تهدارت

تعتبر بعض الجمعيات البيئية في المغرب أن تشييد مطرح النفايات العموم لمدينة طنجة قرب محمية تهدارت قد يشكل خطرا على النظام البيئي للمحمية، بالإضافة إلى المحطة الحرارية المتواجدة قرب مصب وادي تاهدرات.